# Green Valley (Arizona)
Green Valley è una località degli Stati Uniti d'America, situata nella Contea di Pima, nello Stato dell'Arizona.